# Uromedina
Uromedina – rodzaj muchówek z rodziny rączycowatych (Tachinidae).

## Wybrane gatunki
- U. atrata (Townsend, 1927)[1]
- U. caudata Townsend, 1926[1]